# Allostoma durum
Allostoma durum is een platworm (Platyhelminthes). De worm is tweeslachtig. De soort leeft in het zoute water.
Het geslacht Allostoma, waarin de platworm wordt geplaatst, wordt tot de familie Pseudostomidae gerekend. De wetenschappelijke naam van de soort werd voor het eerst geldig gepubliceerd in 1896 door Fuhrmann.